# Anna Matczak
Anna Matczak (ur. 4 listopada 1938) − polska psycholożka, profesor nauk humanistycznych, wieloletnia pracowniczka naukowa Wydziału Psychologii Uniwersytetu Warszawskiego, do roku 2018 pracowniczka UKSW. Zajmuje się psychologią różnic indywidualnych, inteligencją, stylami poznawczymi, kompetencjami interpersonalnymi oraz diagnozą intelektu.

## Kariera naukowa
Studia wyższe ukończyła w 1963 roku na Wydziale Psychologii i Pedagogiki Uniwersytetu Warszawskiego i z tą uczelnią związała swoją karierę. W roku 1972 uzyskała stopień doktora nauk humanistycznych w zakresie psychologii ze specjalnością psychologia rozwoju człowieka. Promotorką pracy doktorskiej była Maria Żebrowska. W 1982 roku uzyskała stopień doktora habilitowanego. Tytuł naukowy profesora nauk humanistycznych uzyskała w 1994 roku.
Otrzymała kilka nagród rektorskich oraz nagród Ministra Szkolnictwa Wyższego.

## Wybrane publikacje
- Matczak, A. (1982). Style poznawcze. Warszawa: PWN.
- Matczak, A. (1994). Diagnoza intelektu. Warszawa: Wyd. Instytutu Psychologii PAN.
- Matczak, A. (2001). Rozwojowe i indywidualne zróżnicowanie operacyjności myślenia konkretnego a diagnoza możliwości intelektualnych. Warszawa: Pracownia Testów Psychologicznych PTP.
- Ciarkowska, W., Matczak, A. (2001). Różnice indywidualne: wybrane badania inspirowane Regulacyjną Teorią Temperamentu Profesora Jana Strelaua, Warszawa[3].

Jest współautorką m.in. testu APIS, DSR − Dziecięcej Skali Rozwojowej, TRE - Testu Rozumienia Emocji, KKS - Kwestionariusza Kompetencji Społecznych, DINEMO - Dwuwymiarowego Inwentarza Inteligencji Emocjonalnej oraz SIE-T - Skali Inteligencji Emocjonalnej - Twarze.